# Elaver sigillata
Elaver sigillata är en spindelart som först beskrevs av Alexander Petrunkevitch 1925.  Elaver sigillata ingår i släktet Elaver och familjen säckspindlar.
Artens utbredningsområde är Panama. Inga underarter finns listade i Catalogue of Life.